# Robert Wisdom
Robert Wisdom (Washington D.C., 14 september 1953) is een Amerikaanse acteur.
Wisdom werd geboren in Washington D.C. als zoon van Jamaicaanse ouders. Na rolletjes gehad te hebben in films en televisieseries als Face/Off, Volcano, ER, NYPD Blue en The Forgotten kreeg hij in 2003 een rol aangeboden in de serie The Wire. Vervolgens kreeg zijn personage een prominentere plaats in de laatste drie seizoenen van die serie. In 2004 speelde hij een hoofdrol in de films Barbershop 2: Back in Business en Ray, en in 2007 had hij een relatief grote rol in de film Freedom Writers. In 2007 speelde hij de rol van Panamese drugsbaron Lechero, die gevangen zit in de Panamese gevangenis Sona, in het derde seizoen van de serie Prison Break. Ook speelde hij in de series Happy Town en Helstrom. In 2012 speelde hij de legerkapitein bij de brug in de film The Dark Knight Rises van Christopher Nolan.